# 有村隆広
有村 隆広（ありむら たかひろ、1936年10月27日 - ）は、ドイツ文学者、翻訳家。九州大学名誉教授である。

## 経歴
1936年、鹿児島県で生まれた。九州大学文学部独文科で学び、1961年に卒業。同大学大学院に進み、1964年に修士課程を修了。
その後、山口大学助手に採用された。1966年に同大学教養部講師となり、学部再編に伴い1967年より文理学部講師。1969年、九州大学教養部助教授に転じた。1986年に同大教授昇格。1988年からは同大言語文化部教授。2000年に九州大学を退官し、名誉教授となった。

## 研究内容・業績
専門はドイツ文学。

## 著作
著書
- 『カフカとその文学：非連続の世界』郁文堂 1985

共編著
- 『カフカと現代日本文学』八木浩共編、同学社 1985
- 『ホフマン・有村新しいドイツ語』クラウス・R・ホフマン共著、同学社 1991
- 『ラインの旅：文法読本』Manfred W.Fruhauf共編、郁文堂 1984
- 『ドイツ語は、今!』クラウス・R・ホフマン共著、同学社 1997
- 『カフカと二十世紀ドイツ文学』編、同学社 1999
- 『新しいドイツ語』クラウス・R・ホフマン, 高柳英子共著、同学社 2002
- 『アポロン独和辞典』根本道也・恒吉良隆・吉中幸平・成田克史・福元圭太・重竹芳江責任編集執筆、新保弼彬・本田義昭・鈴木敦典共編集執筆、同学社 1997

訳書
- 『オートノミートレーニング 健康、幸福、社会の安定：全ての鍵となる自律性を高めるために』ロナルト・グロッサルト＝マティチェク著、永野純・福元圭太共訳、星和書店 2013

論文
- 有村1965「Das Schlossについて：認識者としてのKの限界と超越者としての城の概念 1」『山口大学文学会志』15-2, 54-66頁.
- 有村2000「言語文化論究」『言語文化論究』11, 239-242頁.
- 有村2014「日本における初期のカフカの影響：第二次世界大戦前後」『Comparatio』18, 18-36頁.PDF

## 参考資料
- 『独仏文学研究』50・有村隆廣教授退官記念号 2000
- 「退官教官研究業績表」『言語文化論究』11, 239-242頁.